# Moyenneville (Pas de Calais)
Moyenneville és un municipi francès situat al departament del Pas de Calais i a la regió dels Alts de França. L'any 2007 tenia 281 habitants.

## Demografia

### Població
El 2007 la població de fet de Moyenneville era de 281 persones. Hi havia 109 famílies de les quals 23 eren unipersonals (23 dones vivint soles i 23 dones vivint soles), 31 parelles sense fills, 43 parelles amb fills i 12 famílies monoparentals amb fills.
La població ha evolucionat segons el següent gràfic:
Habitants censats

### Habitatges
El 2007 hi havia 113 habitatges, 108 eren l'habitatge principal de la família, 2 eren segones residències i 4 estaven desocupats. Tots els 113 habitatges eren cases. Dels 108 habitatges principals, 100 estaven ocupats pels seus propietaris, 5 estaven llogats i ocupats pels llogaters i 3 estaven cedits a títol gratuït; 1 tenia dues cambres, 9 en tenien tres, 30 en tenien quatre i 68 en tenien cinc o més. 85 habitatges disposaven pel capbaix d'una plaça de pàrquing. A 42 habitatges hi havia un automòbil i a 52 n'hi havia dos o més.

### Piràmide de població
La piràmide de població per edats i sexe el 2009 era:
| Homes | Edats   | Dones |
| ----- | ------- | ----- |
| 0     | 95 o +  | 0     |
| 0     | 90 a 94 | 0     |
| 4     | 85 a 89 | 0     |
| 0     | 80 a 84 | 4     |
| 8     | 75 a 79 | 8     |
| 12    | 70 a 74 | 4     |
| 0     | 65 a 69 | 16    |
| 4     | 60 a 64 | 0     |
| 4     | 55 a 59 | 4     |
| 8     | 50 a 54 | 8     |
| 12    | 45 a 49 | 24    |
| 8     | 40 a 44 | 4     |
| 4     | 35 a 39 | 12    |
| 16    | 30 a 34 | 0     |
| 12    | 25 a 29 | 16    |
| 8     | 20 a 24 | 0     |
| 20    | 15 a 19 | 4     |
| 8     | 10 a 14 | 8     |
| 4     | 5 a 9   | 8     |
| 4     | 0 a 4   | 4     |

## Economia
El 2007 la població en edat de treballar era de 177 persones, 128 eren actives i 49 eren inactives. De les 128 persones actives 117 estaven ocupades (63 homes i 54 dones) i 11 estaven aturades (5 homes i 6 dones). De les 49 persones inactives 13 estaven jubilades, 16 estaven estudiant i 20 estaven classificades com a «altres inactius».

### Ingressos
El 2009 a Moyenneville hi havia 114 unitats fiscals que integraven 291 persones, la mediana anual d'ingressos fiscals per persona era de 18.448 €.

### Activitats econòmiques
Dels 4 establiments que hi havia el 2007, 2 eren d'empreses de construcció, 1 d'una empresa de transport i 1 d'una empresa de serveis.
Dels 2 establiments de servei als particulars que hi havia el 2009, 1 era un paleta i 1 electricista.
L'any 2000 a Moyenneville hi havia 10 explotacions agrícoles que ocupaven un total de 287 hectàrees.

## Equipaments sanitaris i escolars
El 2009 hi havia una escola elemental integrada dins d'un grup escolar amb les comunes properes formant una escola dispersa.

## Poblacions més properes
El següent diagrama mostra les poblacions més properes.